# Onitis orthopus
Onitis orthopus är en skalbaggsart som beskrevs av Lansberge 1875. Onitis orthopus ingår i släktet Onitis och familjen bladhorningar. Inga underarter finns listade i Catalogue of Life.